# Maria Giustina Turcotti
Maria Giustina Turcotti, spesso designata semplicemente come Giustina Turcotti (Firenze, c. 1700 – dopo il 1763), è stata un soprano italiano.
Attiva nei teatri della Penisola per circa un trentennio dal 1717, ella si esibì quindi, tra il 1746 e il 1750, in varie città del Nord Europa all'interno di una rilevante compagnia operistica di giro, e fu poi per lunghi periodi componente stabile della Markgräfliches Opernhaus di Bayreuth.
Ottima cantante-attrice di stile espressivo, seppur forse priva di particolari doti pirotecniche, ritenuta degna di figurare nel novero delle migliori primedonne della prima metà del XVIII secolo, la sua fama nella maturità fu però continuamente offuscata dalla strabordante obesità che arrivava ad impacciarne i movimenti in palcoscenico.

## Biografia
Nata a Firenze intorno al 1700, sorella del futuro impresario Raffaele Turcotti, Maria Giustina fece giovanissima la sua prima apparizione in palcoscenico nel 1717, al Teatro del Cocomero nella città natale (e poi anche a Siena), ma non intraprese una vera e propria carriera professionale come cantante fino al 1720, diventando peraltro ben presto una delle più apprezzate – e retribuite – primedonne d'Italia.
Nel dicembre del 1721 apparve per la prima volta a Venezia, al Teatro Sant'Angelo, nella première de Gl'eccessi della gelosia, di Tomaso Albinoni, in una compagnia per larga parte fiorentina, ed a Venezia tornò poi, a intervalli approssimativamente decennali, per altre due stagioni, nel 1731-1732 e nel 1742-43.
Dopo essersi fatta le ossa in piazze minori, ma anche, nel 1724, a Milano e a Genova, e nel 1726 a Palermo, in questo stesso anno fu scritturata per la seconda grande capitale del melodramma italiano dell'epoca, Napoli, allo scopo di sostituire, come primadonna nella compagnia dell'impresario Angelo Carasale, la musa del Metastasio, Marianna Benti Bulgarelli. Qui ella restò fino al 1728, esibendosi in Stratonica (1727), un pasticcio con musiche di Leonardo Vinci, e in opere nuove dello stesso Vinci, di Johann Adolf Hasse e di Francesco Mancini.
Fu quindi impegnata nella sua citta natale, questa volta al Teatro della Pergola, producendosi tra l'altro nella prima dell'Atenaide di Antonio Vivaldi, e in una ripresa della Didone abbandonata di Vinci, dove l'autore la gratificò di un'aria sostitutiva, "Son regina e sono amante", scritta appositamente per lei. Montesquieu, che era presente alla rappresentazione dell'opera di Vivaldi, scrisse: «A Firenze davano un'opera. Vi cantava la Turcotta. È, si dice, la seconda attrice d'Italia: la prima è la Faustina.»
La Turcotti fu quindi di nuovo a Milano e poi, nella sua seconda stagione lagunare, a Venezia, dove, come si evince dalle partiture, Francesco Corselli (Nino, 1731) e Giovanni Battista Pescetti (Alessandro nell'Indie, 1732), le diedero agio di mettere in mostra anche le sue capacità virtuosistiche nel campo della coloratura, che non rappresentava certamente la sua specialità.
Dal 1732 al 1735, la Turcotti fu di nuovo ingaggiata al Teatro San Bartolomeo di Napoli, prendendo parte a numerose prime assolute, in opere, tra gli altri, di Leonardo Leo (Nitocri, 1733, Il castello di Atlante, 1734, nonché il pasticcio, Demofoonte, 1735) e di Giovanni Battista Pergolesi (Adriano in Siria, 1734).
Lasciata quindi Napoli per l'ultima volta, il periodo a cavallo tra gli anni Trenta e Quaranta vide la Turcotti impegnata soprattutto nell'Italia centrale, a Bologna e a Firenze: la prima dell'Eumene di Niccolò Jommelli, nel maggio 1742, al Teatro Malvezzi nel capoluogo emiliano, registrò la presenza tra il pubblico della sua coetanea, concittadina e compagna di avventure teatrali, Vittoria Tesi, la quale, all'epoca momentaneamente disoccupata, non aveva voluto mancare al debutto della collega nell'opera nuova.
L'ultima stagione passata a Venezia, questa volta al Teatro di San Giovanni Crisostomo, fu quella del 1742-1743, e la vide impegnata in diverse prime assolute. Tra esse, il Baiazet, di Andrea Bernasconi e la Semiramide di Jommelli nel 1742, e il Siroe di Gennaro Manna nel 1743. Due ulteriori première furono da lei affrontate a Torino nel 1744, il Germanico, ancora di Bernasconi, e il Vologeso, re de' Parti di Leo; dopodiché, alcune ultime apparizioni in provincia, a Crema e a Ferrara, nella stagione 1744-1745, chiusero definitivamente la sua carriera italiana.
Ma per la Turcotti non era di certo ancora arrivato il tempo del ritiro, ed ella si unì alla compagnia di giro dell'impresario Pietro Mingotti (c. 1702 - 1759), con la quale percorse, tra il 1746 e il 1750, la Germania e la Danimarca, continuando ad affrontare anche opere nuove, tra cui due composte dall'allora astro nascente Christoph Willibald Gluck: Le nozze d'Ercole e d'Ebe a Dresda nel 1747 e La contesa de' numi a Copenaghen nel 1749. Intanto le condizioni della sua "mostruosa" obesità non erano certamente migliorate e le valevano i malevoli apprezzamenti degli altri membri della compagnia: Mingotti usò per lei termini spegiativi piuttosto abietti che non vale qui la pena di riportare, mentre, nelle lettere al marito, il soprano tedesco Marianne Pirker (1717 - 1782), sua rivale all'interno della troupe, la definiva semplicemente "die dike sau" (la grassa troia).
Riferimenti all'obesità della Turcotti si erano ripetuti anche in precedenza durante la sua carriera in Italia, con molteplici personaggi a lamentare che l'enorme peso ne intralciasse i movimenti scenici. In una lettera del 1742 da Aranjuez, Farinelli, nell'informarsi sulla sorte della cantante, chiedeva al suo interlocutore bolognese: «Di grazia mi dica un poco: la Turcotti è smacrita, o conserva quella sua grassezza smisurata? Io a questa gli desidero tutto il bene, perché le sue maniere sono diverse dalle altre prime donne.» «Un mostro di grassezza» l'aveva a sua volta definita nel 1740 – di nuovo in una lettera privata – l'impresario Luca Casimiro degli Albizzi (1664 - 1743), proprio nel momento stesso in cui esprimeva la sua ammirazione per lei collocandola, seconda solo alla Tesi, fra le non oltre sei cantanti sul mercato che fossero davvero "capaci di fare la prima donna". L'impietosa caricatura riprodotta all'inizio della presente voce, che allarga a dismisura la circonferenza della cantante e la schiaccia ad occupare l'intera vignetta, fu realizzata nel 1742 da Anton Maria Zanetti, il vecchio. Essa fu poi riposta dall'autore in un album che è conservato oggi alla Fondazione Giorgio Cini di Venezia: con un certo sadismo Zanetti infieriva "sulla innocua Giustina Turcotti" incollando sotto alla sua caricatura, nella stessa pagina dell'album, il nudo femminile di una donna molto grassa recante quali unici ornamenti una grossa coppa nella mano destra e dei pennacchi tra i capelli. Altre due caricature, davvero sorprendenti, di una Turcotti addirittura filiforme agli albori della carriera, rappresentata di fronte e di profilo per mano di Marco Ricci – una delle quali è pure riprodotta più avanti nella presente voce – sono contenute nello stesso album, mentre una quarta caricatura per mano di Giovanni Battista Tiepolo faceva parte della collezione privata di ritratti di Carl Philipp Emanuel Bach, ma risulta oggi andata perduta.
Nel 1750 la Turcotti divenne cantante stabile nella compagnia della Markgräfliches Opernhaus (Opera margraviale) di Bayreuth, città che il margravio regnante Federico aveva l'ambizione spropositata di trasformare in una sorta di novella Versailles. Ella mantenne l'incarico fino al 1758, e poi, di nuovo, dal 1760 al 1763. Anche durante il suo soggiorno nel principato bavarese, la Turcotti dovette comunque mantenere un buon dominio residuo delle sue abilità canore, se continuò ad essere utilizzata anche in nuovi lavori: nel 1754 fu Negiorea nella festa teatrale L'Huomo di Andrea Bernasconi; due anni dopo chiuse la sua carriera maggiore interpretando addirittura il personaggio titolare del dramma per musica in tre atti, di autori non dichiarati, Amaltea, su soggetto, come del resto già quello de L'Huomo, redatto in francese dalla principessa Guglielmina di Prussia (consorte del margravio e sorella prediletta di Federico II) e tradotto in versi italiani da Luigi Stampiglia. A Bayreuth la Turcotti si dedicò anche, in qualche modo, all'insegnamento del canto, avendo come allievo il tenore e futuro compositore, Ernst Christoph Dressler.
Dopo il 1763 non si hanno ulteriori notizie sulla sua sorte, e non si conoscono quindi né la data né il luogo né le circostanze della sua morte e della sua sepoltura.

## Soprano o mezzosoprano?

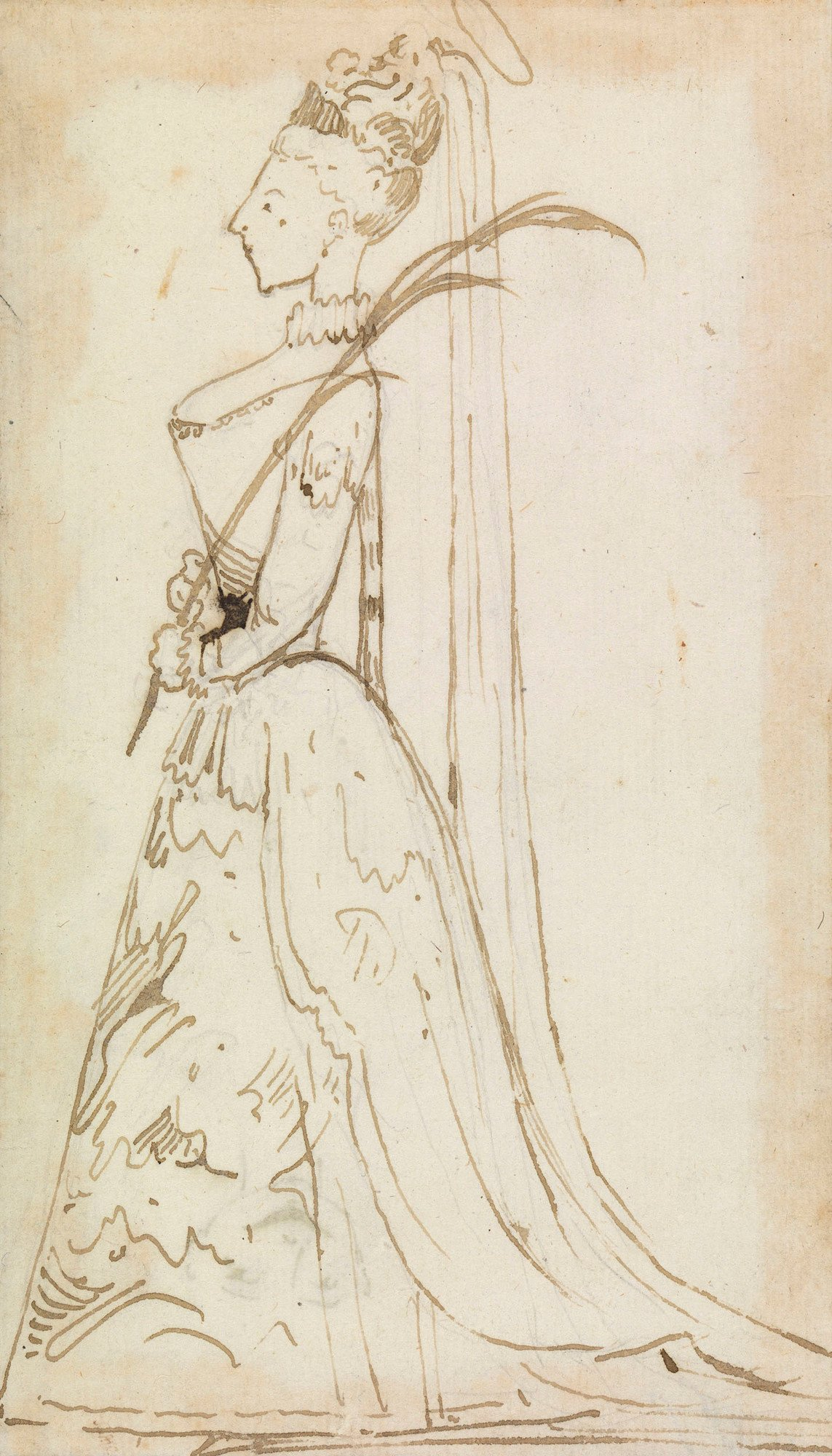
Un'incredibilmente magra Turcotti all'inizio della carriera (c. 1722)
caricatura di Marco Ricci

Le pubblicazioni moderne qualificano la Turcotti in taluni casi come mezzosoprano, in altri come soprano, ma si tratta in effetti di una questione più nominale che sostanziale.
«Il termine di mezzosoprano, in uso nella musica sacra e madrigalistica dei secoli XIV e XV, fu praticamente ignorato dal melodramma del Sei-Settecento e del primissimo Ottocento, periodi in cui si scrisse e si parlò esclusivamente di soprani e di contralti». Anche la chiave di mezzosoprano (do in secondo rigo) cadde completamente in disuso, almeno per le voci, a differenza di quelle di contralto (do in terzo rigo) e di soprano (do in primo rigo) che continuarono invece ad essere impiegate sia per le voci femminili che per i castrati. In tale situazione, esecutrici o esecutori che in epoca moderna verrebbero categorizzati, per la loro estensione vocale, come mezzosoprani, venivano considerati, a seconda della caratteristiche specifiche di ciascuno, come contralti o come soprani, e i compositori scrivevano conseguentemente le loro parti nell'una o nell'altra chiave. Non mancando fra l'altro casi in cui le due chiavi si alternavano nel tempo in modo apparentemente casuale, come quello di Angiola Zanucchi per la quale Vivaldi scriveva ora in chiave di contralto ora in chiave di soprano.
Nell'indicare la tipologia vocale dei cantanti del XVII e XVIII secolo, la pubblicistica moderna tende a dividersi tra chi, guardando alla sostanza (ma con il rischio del prevalere dell'aleatorietà), li riclassifica in termini moderni, e chi si attiene invece strettamente alle chiavi utilizzate dai compositori. Nel caso della Turcotti, Libby e Vitali, sia pure basandosi probabilmente su un numero limitato di partiture, individuano l'estensione vocale della cantante nell'intervallo approssimativamente compreso tra il si♭2 e il sol4, e la definiscono conseguentemente, in termini moderni, "mezzosoprano". Altri invece, guardando alla scrittura dei compositori, la definiscono "soprano", come all'epoca fu sempre considerata. Ed in effetti scrissero per lei in chiave di soprano ad esempio Hasse, Jommelli, Manna, Pergolesi, Vinci, e Vivaldi.

## Ruoli creati
Il seguente repertorio dei personaggi interpretati in prima assoluta da Giustina Turcotti è stato formulato utilizzando i dati collazionati dal Corago dell'Università di Bologna. Eventuali aggiunte o comunque modifiche dovranno essere giustificate in nota con l'indicazione della diversa fonte.
- Drusilla in Tacere e amare, di autore ignoto, 21 giugno 1717, Firenze, Teatro del Cocomero
- Eraclea in Temistocle, di Fortunato Chelleri, 11 settembre 1720, Firenze, Teatro del Cocomero
- Laura ne Il conte di Cutro, di autore ignoto, 21 gennaio 1721, Firenze, Teatro del Cocomero
- Arminda in Gl'eccessi della gelosia, di Tomaso Albinoni, 27 dicembre 1721, Venezia, Teatro Sant'Angelo
- Anagilda in La fede ne' tradimenti, di Giuseppe Maria Buini, estate 1723, Faenza, Teatro dell'Accademia de' Remoti (nel Palazzo del podestà)[32]
- Arminda in L'Agrippa, tetrarca di Gerusalemme, di Giuseppe Maria Buini, 28 agosto 1724, Milano, Regio Ducal Teatro
- Teodolinda in Ricimero, di Pietro Vincenzo Chiocchetti (1680 - 1753), autunno 1724, Genova, Teatro Sant'Agostino
- Ruolo eponimo in Stratonica, di Leonardo Vinci, primavera 1727, Napoli, Teatro San Bartolomeo
- Claudia in La caduta dei Decemviri, di Leonardo Vinci, 1º ottobre 1727, Napoli, Teatro San Bartolomeo
- Clotilde in Gerone, tiranno di Siracusa, di Johann Adolf Hasse, 19 novembre 1727, Napoli, Teatro San Bartolomeo
- Ruolo eponimo in L'Oronta, di Francesco Mancini, carnevale 1728, Napoli, Teatro San Bartolomeo
- Ruolo eponimo in L'Atenaide, di Antonio Vivaldi, 29 dicembre 1728, Firenze, Teatro della Pergola
- Asteria in Il gran Tamerlano, di Giovanni Porta, 27 gennaio 1730, Firenze, Teatro della Pergola
- Ramise in Arminio, di Johann Adolf Hasse, 28 agosto 1730, Milano, Regio Ducal Teatro
- Elisa in Annibale, di Nicola Porpora, 14 novembre 1731, Venezia, Teatro Sant'Angelo
- Semiramide in Nino di Francesco Corselli, 27 dicembre 1731, Venezia, Teatro Sant'Angelo
- Cleofide in Alessandro nell'Indie, di Giovanni Battista Pescetti, 30 gennaio 1732, Venezia, Teatro Sant'Angelo
- Ruolo eponimo in Nitocri di Leonardo Leo, 4 novembre 1733, Napoli, Teatro San Bartolomeo
- Sestia in Caio Fabrizio (vers. riv.), di Johann Adolf Hasse, inverno 1733, Napoli, Teatro San Bartolomeo
- Vetturia in Caio Marzio Coriolano, di Nicola Conti (fl. 1743 - 1765), carnevale 1734, Napoli, Teatro San Bartolomeo
- Alcina ne Il castello d'Atlante, di Leonardo Leo, 4 luglio 1734, Napoli, Teatro San Bartolomeo
- Emirena in Adriano in Siria, di Giovanni Battista Pergolesi, 25 ottobre 1734, Napoli, Teatro San Bartolomeo
- Viriate in Siface, di Giuseppe Sellitto, 4 dicembre 1734, Napoli, Teatro San Bartolomeo
- Dircea in Demofoonte, di Leonardo Leo (et al), 20 gennaio 1735, Napoli, Teatro San Bartolomeo
- Partenope in Serenata per musica, di Angelo Antonio Caroli (1701 - 1778), 17 agosto 1738, Bologna, Collegio Ancarano
- Marzia in Catone in Utica, di Egidio Romualdo Duni, 26 dicembre 1739, Firenze, Teatro della Pergola
- Rosmonda in Arminio in Germania, di Giuseppe Scarlatti, 26 giugno 1741, Firenze, Teatro della Pergola
- Artemisia in Eumene, di Niccolò Jommelli, 5 maggio 1742, Bologna, Teatro Malvezzi
- Irene in Baiazet, di Andrea Bernasconi, ottobre 1742, Venezia, Teatro Grimani di San Giovanni Crisostomo
- Aspasia in Semiramide, di Niccolò Jommelli, 26 dicembre 1742, Venezia, Teatro Grimani di San Giovanni Crisostomo
- Laodice in Siroe, di Gennaro Manna, 9 febbraio 1743, Venezia, Teatro Grimani di San Giovanni Crisostomo
- Fille ne La ninfa Apollo di Andrea Bernasconi, 26 febbraio 1743, Venezia, Teatro Grimani
- Berenice in Vologeso, re de' Parti, di Leonardo Leo, 26 dicembre 1743, Torino, Teatro Regio
- Rosmonda in Germanico, di Andrea Bernasconi, 25 gennaio 1744, Torino, Teatro Regio
- Ruolo eponimo in Merope di Paolo Scalabrini, 8 febbraio 1747, Amburgo, Theater am Gänsemarkt
- Ebe in Le nozze d'Ercole e d'Ebe, di Christoph Willibald Gluck, 29 giugno 1747, Dresda, Castello di Pillnitz
- Astrea in La contesa de' numi, di Christoph Willibald Gluck, 9 aprile 1749, Copenaghen, Palazzo di Charlottenborg
- Ruolo eponimo in Semiramide, di autore ignoto, 24 gennaio 1753, Bayreuth, Markgräfliches Opernhaus (Teatro margraviale dell'opera)
- Negiorea in L'Huomo,[18] di Andrea Bernasconi, 19 giugno 1754, Bayreuth, Markgräfliches Opernhaus
- Ruolo eponimo in Amaltea, di autori vari ignoti, 10 maggio 1756 - Bayreuth, Markgräfliches Opernhaus